# Edafologie
Edafologie se numește acea disciplină a științelor Pământulului care studiază interacțiunile dintre componentele abiotice (umiditate, textură, porozitate, aciditate etc.) și cele biotice (microorganisme, microfite și macrofite) ale solului. 
Fiind un domeniu situat la contactul ecologiei cu pedologia, care urmărește un ansamblu de relații dintre caracteristicile fizice, chimice și mecanice ale solului și organismele din acesta, mai poartă și denumirea de ecopedologie. 